# Кукушкина, Ольга Ильинична
Ольга Ильинична Кукушкина (род. 1957) — советский и российский   учёный в области педагогики, доктор педагогических наук (2005), профессор (2007), академик РАО (2019).

## Биография
Родилась 12 июля 1957 года в Москве.
В 1976 году окончила дефектологический факультет Московского государственного педагогического института имени В. И. Ленина. С 1976 по 1985 годы работала воспитателем, учителем начальных классов школы для глухих детей.
С 1985 года работает в Института коррекционной педагогики РАО — научным сотрудником, старшим научным сотрудником, ведущим научным сотрудником и главным научным сотрудником. С 1989 по 1991 годы являлась научным руководителем Российско-американского проекта по компьютеризации образования детей с сенсорными нарушениями. Так же является профессором и заведующей Научно-исследовательской лаборатория инклюзивного и специального образования Ленинградского государственного университета имени А. С. Пушкина.
В 1986 году защитила кандидатскую диссертацию на тему «Формирование пространственных представлений у глухих детей младшего школьного возраста», в 2005 году — докторскую диссертацию на тему «Использование информационных технологий в различных областях специального образования».
27 февраля 2019 года была избрана академиком Российской академии образования. Состоит в Отделении психологии и возрастной физиологии. Сфера научных интересов: дефектология, компьютерные технологии в специальном образовании детей с нарушениями в развитии.
Является членом экспертного совета ВАК при Минобрнауке России по педагогике и психологии, член диссертационного совета при факультете психологии МГУ им. М. В. Ломоносова, член редколлегии журнала «Альманах Института коррекционной педагогики РАО».

## Награды
- Премия Правительства Российской Федерации в области образования (1998)